# メディアゴン
メディアゴン（mediagong）とは、日本のネットメディア。『日本最大級のメディア批評サイト』を標榜している。

## 概要
メディア業界識者による『メディアゴン編集委員会』によって運営されている。執筆陣にメディア業界各界の専門家・著名人を集め、現代メディアをにぎわせている様々なニュースに関する批評を掲載している。記事はexciteニュース、infoseekニュース、BIGLOBEニュース、ニコニコニュースへも配信する。
主筆は『オレたちひょうきん族』などで知られる放送作家の高橋秀樹（日本放送作家協会常務理事）が務めている。

## 執筆者・寄稿者一覧[5]
- 北出幸一（相撲記者／元NHK宇都宮放送局長）
- 藤本貴之（東洋大学 教授／博士（学術））
- 今井忠（東京都自閉症協会・理事長）
- 高橋正嘉（TBSビジョン相談役）
- 瀬崎一世（イーストエンタテインメント・プロデューサー）
- 藤沢隆（テレビディレクター）
- 高橋秀樹（放送作家）
- 石川和男（NPO法人社会保障経済研究所・理事長）
- 八坂亮（ゲームクリエイター）
- 西野亮廣（芸人）
- 茂木健一郎（脳科学者）
- 両角敏明（テレビディレクター／プロデューサー）
- 玉置泰紀（KADOKAWAウォーカー情報局長兼関西ウォーカー統括編集長）
- 高橋維新（弁護士）[6]
- 松井宏夫（医療ジャーナリスト）
- 山口道宏（ジャーナリスト）
- 榛葉健（テレビプロデューサー／ドキュメンタリー映画監督）
- 吉田映一郎（株式会社キャスト・プラス）
- 熊谷信也（新赤坂BLITZ初代支配人）
- 高世仁（ジャーナリスト）
- 香取俊介（作家・脚本家）
- 齋藤祐子（文化施設勤務）
- 南川泰三（日本放送作家協会理事／文化庁芸術祭賞審査員）
- 皆倉宣之（千葉学習塾協同組合・理事）
- 横田雄紀（東京都自閉症協会／著述業）
- 江下雅之（明治大学情報コミュニケーション学部・教授）
- ホンマシュウジ（テレビプロデューサー）
- 小笠原英樹（構成作家）
- 安達元一（放送作家）
- 福原フトシ（放送作家）
- 水野ゆうき（千葉県議会議員）
- 石川幹人（明治大学情報コミュニケーション学部長・教授）
- 原一男（ドキュメンタリー映画監督）
- 尾藤克之（経営コンサルタント）
- 影山貴彦（同志社女子大学 教授／元・毎日放送 プロデューサー）
- 武山雅樹（フリーライター）
- 氏家夏彦（メディアコンサルタント）
- 貴島誠一郎（元・TBSプロデューサー）
- 岩崎未都里（学芸員・SNSコンサルタント）
- 黒田麻衣子（国語教師）
- 岡本寛子（放送作家・ライター）
- 矩子幸平（ライター）
- 大森ヒロシ（東京ヴォードビルショー）
- 大浜史太郎（東京ガールズコレクション・創業者／ファッションプロデューサー）
- 小林春彦（コラムニスト）
- さくや（コスプレイヤー）
- 吉野嘉高（筑紫女学園大学・教授／元フジテレビ・プロデューサー）
- 武澤忠（日本テレビ・チーフディレクター）

## 記事に対する批判など
- 女性サイエンスライターの松永和紀は、2017年8月10日にメディアゴンにて配信された記事『＜偽装豆腐に注意＞イオンのスーパーで最近やたらと出回る激安食品』（管理栄養士・保育士の杉山佐保里執筆）に多くの間違いがあると指摘した。[7]